# Alue Itam
Alue Itam is een bestuurslaag in het regentschap Oost-Atjeh van de provincie Atjeh, Indonesië. Alue Itam telt 253 inwoners (volkstelling 2010).